# Либерецкий край
Либерецкий край (чеш. Liberecký kraj) — административная единица Чешской Республики, расположен на севере исторической области Богемия.

## Географическое положение
На севере Либерецкий край имеет границу с Германией протяженностью 20 км и с Польшей протяженностью 130 км. Далее по часовой стрелке граничит с чешскими регионами: Краловеградецкий край, Среднечешский край, Устецкий край. Рельеф края большей частью гористый. Наивысшая точка — гора Котел (Kotel) недалеко от Гаррахова высотой 1435 м над уровнем моря, самая низкая точка (208 м над уровнем моря) — место, в которой река Смеда покидает территорию Чехии. Северо-восточная часть края имеет более холодный климат, чем западные и юго-западные части. По территории края протекают две основные реки — Плоучнице (приток Лабы) и Ныса-Лужицка. В Либерецком крае также имеются минеральные источники и лечебные грязи.
Край занимает 4 % общей площади Чехии. Имея площадь 3163 км², край является самым маленьким по размеру территории после Праги регионом Чехии. Сельскохозяйственные угодья занимают 22,3 % территории края, что является ниже среднего показателя по стране. Большую площадь (44,2 % территории) занимают леса.

## Полезные ископаемые
В крае имеются месторождения высококачественного песка, используемого в стекольном и литейном производстве, а также строительный камень, каменный уголь. В районе Ческа Липа до недавнего времени добывали уран.

## Население
В конце 2011 года в крае проживало 440 179 жителей (4,14 % населения Чехии). Плотность населения составляет 139 жителей на 1 квадратный километр. Наибольшая концентрация населения имеет место в районе Яблонец-над-Нисой (219,24 жителей на 1 квадратный километр). В крае расположено 215 населённых пунктов. В поселениях с количеством жителей меньше 500 проживает 5,9 % населения края, 78,0 % населения живут в городах. Административным центром края является город Либерец, население которого составляет 173337 человек (1 января 2021).
Вместе с этим к январю 2021 года общее население края упало до 437 131 человека
Крупнейшие города края:
- Либерец (173337 жителей)
- Яблонец-над-Нисоу (90240 жителей)
- Ческа-Липа (101997 жителей)
- Турнов (14 489 жителей)
- Нови-Бор (12 129 жителей)
- Семили (8924 жителя)
- Градек-над-Нисоу (7358 жителей).

## Административное деление

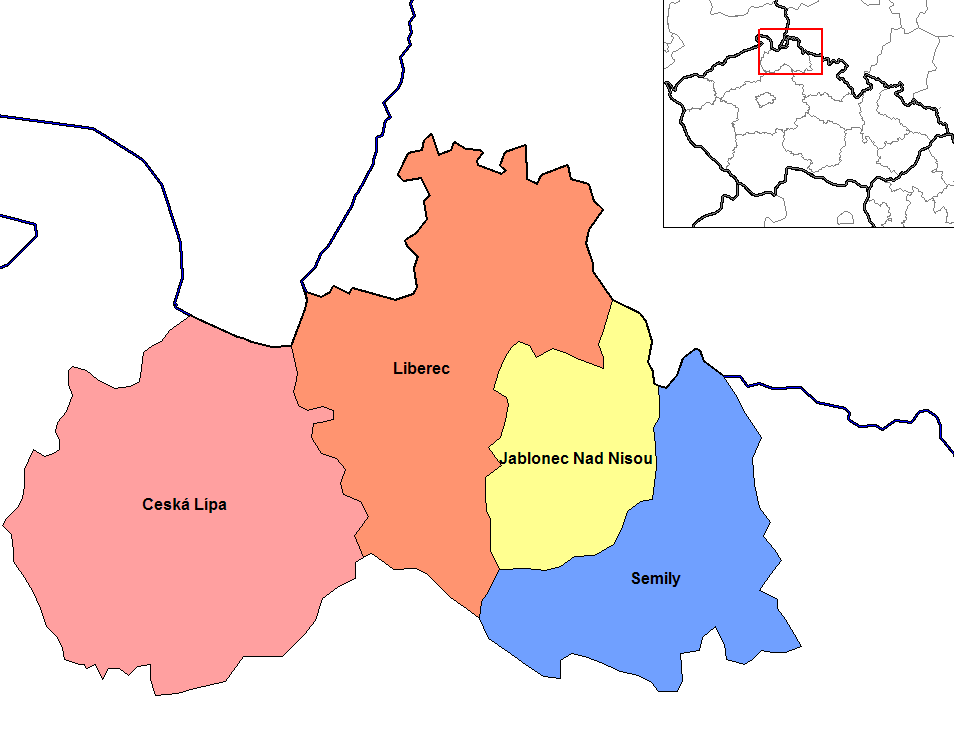
Административная карта края

Край делится на четыре района:
| Район             | Население, чел. (2011) | Площадь, км² | Плотность, чел./км² | Нас. пункты |
| ----------------- | ---------------------- | ------------ | ------------------- | ----------- |
| Либерец           | 169 878                | 988,87       | 171,79              | 59          |
| Семили            | 73 605                 | 698,99       | 105,30              | 65          |
| Ческа-Липа        | 100 756                | 1072,91      | 93,91               | 57          |
| Яблонец-над-Нисоу | 88 200                 | 402,30       | 219,24              | 34          |

## Экономика
В крае производится 3,5 % валового национального продукта Чехии.
Край является индустриально развитым. Важное значение в экономике края имеет стекольная промышленность, производство бижутерии, обработка пластмассы, машиностроение. Традиционная текстильная промышленность теряет своё значение. В сельском хозяйстве, не играющем большой роли в экономике, преобладает выращивание зерна и кормовых растений. В конце 1990-х годов в крае разместилось большое количество иностранных предприятий. Экономический рост отмечается в области торговли и туризма.

## Транспорт
Протяженность железнодорожной сети сети края составляет 543 километра, что превышает среднее значение по стране. Главной автотранспортной магистралью является скоростная трасса, связывающая Прагу и Либерец, другие важные транспортные артерии пересекают край с севера на юг (Свор — Ческа-Липа — Мельник) и на запад (Дечин — Нови Бор — Либерец — Турнов — Градец-Кралове).

## Достопримечательности и туризм
Край имеет богатую историю, которая нашла отражение в многочисленных памятниках истории и архитектуры. В городе Либерец расположен музей Северной Чехии, а также картинная галерея, ботанический сад и зоопарк.
К историческим объектам, привлекающим туристов, принадлежат крепости и замки (замок Бездез, замок Лемберк, замок Фридлант, замок Сихров, замок Грабштейн, замок Вальдштейн), а также ряд церквей. Кроме того, в крае много озёр, на берегах которых расположены туристические базы и пансионы.